# Rhyssemus rohani
Rhyssemus rohani är en skalbaggsart som beskrevs av Bénard 1920. Rhyssemus rohani ingår i släktet Rhyssemus och familjen Aphodiidae. Inga underarter finns listade i Catalogue of Life.